# Rudy Clavel
Rudy Geovanny Clavel Mendoza (Santa Ana , El Salvador; 10 de octubre de 1996) es un futbolista salvadoreño. Su posición es defensa central y su actual club es el Club Deportivo FAS de la Primera División de El Salvador del cual también es el capitán.

## Trayectoria

### FAS
El 27 de junio de 2021 se anuncia su llegada al Club Deportivo FAS, firmando un contrato por un año.

## Selección nacional
El 19 de abril de 2022 recibió su primer llamado a la Selección absoluta tras la baja de Roberto Domínguez.

## Estadísticas

### Clubes
Actualizado al último partido jugado el 18 de mayo de 2025.
| Asociación Deportiva Isidro Metapán · El Salvador | 1.ª                 | 2015-16             | 32  | 1  | - | - | -  | - | 32  | 1  | 0.03 |
| Asociación Deportiva Isidro Metapán · El Salvador | 1.ª                 | 2016-17             | 43  | 0  | - | - | -  | - | 43  | 0  | 0.00 |
| Asociación Deportiva Isidro Metapán · El Salvador | Total               | Total               | 75  | 1  | 0 | 0 | 0  | 0 | 75  | 1  | 0.01 |
| Alianza Fútbol Club · El Salvador                 | 1.ª                 | 2017-18             | 27  | 1  | - | - | 2  | 0 | 29  | 1  | 0.03 |
| Alianza Fútbol Club · El Salvador                 | 1.ª                 | 2018-19             | 22  | 1  | - | - | -  | - | 22  | 1  | 0.04 |
| Alianza Fútbol Club · El Salvador                 | 1.ª                 | 2019-20             | 14  | 1  | - | - | 2  | 0 | 16  | 1  | 0.06 |
| Alianza Fútbol Club · El Salvador                 | 1.ª                 | 2020-21             | 27  | 2  | - | - | 1  | 0 | 28  | 2  | 0.07 |
| Alianza Fútbol Club · El Salvador                 | Total               | Total               | 90  | 5  | 0 | 0 | 5  | 0 | 95  | 5  | 0.05 |
| Club Deportivo FAS · El Salvador                  | 1.ª                 | 2021-22             | 40  | 3  | - | - | 2  | 0 | 42  | 3  | 0.03 |
| Club Deportivo FAS · El Salvador                  | 1.ª                 | 2022-23             | 34  | 3  | - | - | -  | - | 34  | 3  | 0.09 |
| Club Deportivo FAS · El Salvador                  | 1.ª                 | 2023-24             | 41  | 3  | - | - | 4  | 0 | 45  | 3  | 0.07 |
| Club Deportivo FAS · El Salvador                  | 1.ª                 | 2024-25             | 41  | 0  | - | - | -  | - | 41  | 0  | 0.00 |
| Club Deportivo FAS · El Salvador                  | 1.ª                 | 2025-26             |     |    |   |   |    |   |     |    |      |
| Club Deportivo FAS · El Salvador                  | Total               | Total               | 156 | 9  | 0 | 0 | 6  | 0 | 162 | 9  | 0.06 |
| Total en su carrera                               | Total en su carrera | Total en su carrera | 321 | 15 | 0 | 0 | 11 | 0 | 332 | 15 | 0.05 |
| (2) No incluye goles en partidos amistosos.       |                     |                     |     |    |   |   |    |   |     |    |      |

### Selección nacional
| Selección                                      | Año                 | Partidos | Goles |
| ---------------------------------------------- | ------------------- | -------- | ----- |
| El Salvador                                    |                     |          |       |
| 2022                                           | 4                   | 0        |       |
| 2023                                           | 4                   | 0        |       |
| 2024                                           | 9                   | 1        |       |
| Total en su carrera                            | Total en su carrera | 17       | 1     |
| Estadísticas hasta el 18 de noviembre de 2024. |                     |          |       |

## Palmarés

### Títulos nacionales
| Título           | Club    | País        | Año           |
| ---------------- | ------- | ----------- | ------------- |
| Primera División | Alianza | El Salvador | Apertura 2017 |
| Primera División | Alianza | El Salvador | Clausura 2018 |
| Primera División | Alianza | El Salvador | Apertura 2019 |
| Primera División | Alianza | El Salvador | Apertura 2020 |
| Primera División | FAS     | El Salvador | Apertura 2022 |